# Elijjahu Hakarmeli
Elijjahu Hakarmeli (hebr.: אליהו הכרמלי, ang.: Eliyahu Hacarmeli, ur. 1 sierpnia 1891 w Hajfie, zm. 21 grudnia 1952) – izraelski polityk, w latach 1949–1952 poseł do Knesetu z listy Mapai.
W wyborach parlamentarnych w 1949 po raz pierwszy dostał się do izraelskiego parlamentu. W kolejnych wyborach obronił mandat poselski. Zmarł 21 grudnia 1952, a jego miejsce w Knesecie zajął Szelomo Hillel.